# Trash City Records Berlin
Trash City Records war ein 1989 gegründetes Plattenlabel für Punk und Independent in Berlin. 

## Geschichte
Es wurde 1989 von den aus Rotenburg an der Fulda stammenden Arne Gesemann und Freundin (jetzt Ehefrau) Gundula Schneider gegründet und bestand bis 1995. Sitz des Labels war  Berlin.
Der Label-Name ist eine Hommage an Joe Strummer von The Clash der 1988 seine Solo-Single Trash City bei Epic Records (EAS 01103) veröffentlicht hatte.
Das Label löste sich auf, da beide bei Plattenfirmen anfingen, Arne Gesemann bei Vielklang und Gundula Schneider bei City Slang, später Virgin/Lables/EMI. Gesemann startete 1995 unter dem Dach von Vielklang das Sublabel Noisolution, das er seit 2005 selbständig weiterführt und mit dem Verlag Edition Noisotrax und einer Promotionagentur inhaltlich erweiterte. 
Trash City Records organisierte zwei „What a Trashmash“-Festivals im Tommy-Weisbecker-Haus in Berlin, dazu erschien dann auch je eine EP.
Auf diesem Label erschienen auch die ersten zwei Veröffentlichungen von Dog Food Five aus Kassel, man kannte sich von früher und hatte schon einmal 1988 zusammen auf den Sampler Not Great for Great Men (Weckewerk 002) Aufnahmen gebannt, Arne unter The Thrilling Tortures und die Mitglieder von DF5 unter Haunet Henschel  und Sigmund Freud Experiment.

## Diskografie
- 1989: The Thrilling Tortures – Painful Distortion (LP) (Trash City Record TCR 01)
- 1989: The Thrilling Tortures – See You In Hell, If You've Heard It (Trash City  Records TCR 02) 7″
- 1990: Pyjama Suicide – Burning Disire (Trash City Records TCR 03) 7″
- 1991: Electric Family – This is the 69 EP (Trash City Records TCR 04) 7″
- 1992: Verschiedene Interpreten – what a Trashmash !! (Trash City Records TCR 05) 7″
- 1992: Dog Food Five – We are DF5 and this is what we sound like (Trash City Records TCR 06) 7″
- 1992: (Split) Desmond Q. Hirnch / Electric Family – (Trash City Records TCR 07) 7″
- 1993: Slick – Coron Overdrive (Trash City Records TCR 08)
- 1993: Verschiedene Interpreten  – what a Trashmash ! Part2 (Trash City Records TCR 09)
- 1993: Slick – Meat (Trash City Records TCR 10)
- 1995: Numb Tongues – Numb Tongues (Trash City Records TCR 11)